# Открытый чемпионат Катара по теннису среди женщин 2018

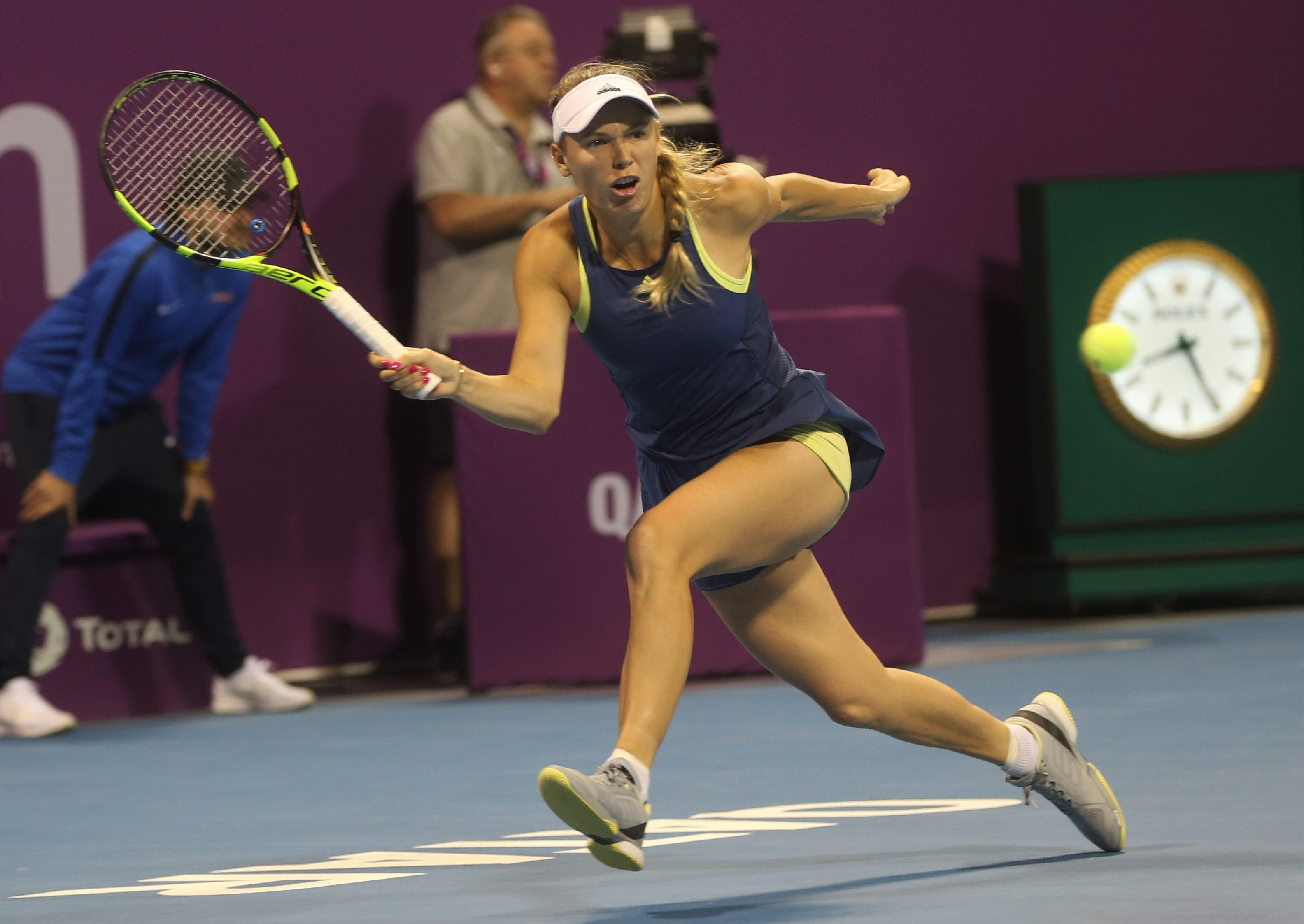
Полуфиналистка одиночных соревнований Каролина Возняцки

Открытый чемпионат Катара по теннису среди женщин 2018 — это профессиональный женский теннисный турнир, проводимый в катарском городе Дохе на открытых кортах Khalifa International Tennis and Squash Complex с покрытием типа хард.
В 2018 году соревнования прошли в 16-й раз. Турнир относился к категории Premier 5, проводящихся в рамках WTA Тура. Соревнования прошли с 12 по 17 февраля.
Прошлогодние чемпионы:
- одиночный разряд:  Каролина Плишкова
- парный разряд:  Абигейл Спирс /  Катарина Среботник

## Общая информация

### Призовые рейтинговые очки
| Турнир           | Победительница | Финалистка | Полуфиналистка | Четвертьфиналистка | Третий раунд | Второй раунд | Первый раунд | Победитель квалификации | Q2  | Q1  |
| Одиночный разряд | 900            | 585        | 350            | 190                | 105          | 60           | 1            | 30                      | 20  | 1   |
| Парный разряд    | 900            | 585        | 350            | 190                | 105          | 1            | н/д          | н/д                     | н/д | н/д |

### Призовой денежный фонд
| Турнир           | Победительница | Финалистка | Полуфиналистка | Четвертьфиналистка | Третий раунд | Второй раунд | Первый раунд | Q2     | Q1     |
| Одиночный разряд | $457,245       | $243,621   | $121,690       | $56,115            | $27,790      | $14,265      | $7,335       | $4,080 | $2,099 |
| Парный разряд*   | $139,300       | $70,480    | $34,880        | $17,560            | $8,900       | $4,395       | н/д          | н/д    | н/д    |

*per team

### Посев
В 2018 году турнир относился к статусу Premier 5 с призовым фондом 2 666 000 долларов и турнирной сеткой, рассчитанной на 56 участниц в одиночном разряде и 28 пар. Восемь первых сеянных теннисисток освобождены от игр в первом раунде.
Сеянные игроки
| Страна                    | Игрок                | Рейтинг1 | Посев |
| ------------------------- | -------------------- | -------- | ----- |
| Дания                     | Каролин Возняцки     | 1        | 1     |
| Румыния                   | Симона Халеп         | 2        | 2     |
| Украина                   | Элина Свитолина      | 3        | 3     |
| Испания                   | Гарбинье Мугуруса    | 4        | 4     |
| Чехия                     | Каролина Плишкова    | 5        | 5     |
| Латвия                    | Елена Остапенко      | 6        | 6     |
| Франция                   | Каролина Гарсия      | 7        | 7     |
| Германия                  | Анжелика Кербер      | 9        | 8     |
| Германия                  | Юлия Гёргес          | 10       | 9     |
| Великобритания            | Йоханна Конта        | 11       | 10    |
| Франция                   | Кристина Младенович  | 13       | 11    |
| Соединённые Штаты Америки | Мэдисон Киз          | 14       | 12    |
| Латвия                    | Анастасия Севастова  | 15       | 13    |
| Австралия                 | Эшли Барти           | 16       | 14    |
| Словакия                  | Магдалена Рыбарикова | 18       | 15    |
| Бельгия                   | Элизе Мертенс        | 20       | 16    |

- Рейтинг учтён от 5 февраля 2018 года.

Теннисистки, получившие особое приглашение в основную сетку турнира:
- Фатма Аль-Набхани
- Виктория Азаренко
- Чагла Буюкакчай
- Унс Джабир
- Мария Шарапова

## Соревнования

### Одиночный разряд
Петра Квитова обыграла  Гарбинью Мугуруса со счётом 3-6, 6-3, 6-4.
- Квитова выиграла 2-й одиночный титул в сезоне и 22-й за карьеру в туре ассоциации.
- Мугуруса сыграла 1-й одиночный финал в сезоне и 9-й за карьеру в туре ассоциации.

### Парный разряд
Габриэла Дабровски /  Елена Остапенко обыграли  Андрею Клепач /  Марию-Хосе Мартинес-Санчес со счётом 6-3, 6-3.
- Дабровски выиграла 2-й парный титул в сезоне и 7-й за карьеру в туре ассоциации.
- Остапенко выиграла 1-й парный титул в сезоне и 3-й за карьеру в туре ассоциации.